# Fosse Gayant
La fosse Gayant de la Compagnie des mines d'Aniche est un ancien charbonnage du Bassin minier du Nord-Pas-de-Calais, situé à Waziers. Peu après la découverte de la houille à Roost-Warendin par la Compagnie des mines de l'Escarpelle à sa fosse no 1, le 18 avril 1849, la Compagnie d'Aniche décide de creuser une fosse dans la partie occidentale de sa concession, près de Douai. Le premier puits est abandonné à l'état d'avaleresse à la profondeur de vingt mètres, à cause de l'abondance des eaux. La cokerie est mise en service en 1899. Des cités sont bâties à proximité de la fosse. Un autre puits est mis en chantier à proximité, au diamètre de 5,10 mètres, et commence à extraire en 1855 ou 1856. Un troisième puits, Gayant no 2, est entrepris en 1907.
La fosse est détruite durant la Première Guerre mondiale. Elle est reconstruite avec des installations plus modernes. La Compagnie des mines d'Aniche est nationalisée en 1946, et intègre le Groupe de Douai. Elle est alors complètement modernisée au début des années 1950. Les nouveaux chevalements sont hauts respectivement de 47,37 et 57,10 mètres. Les lavoirs et la cokerie sont modernisés. La fosse devient un siège de concentration, et dispose d'installations modernes, et concentre les productions de plusieurs fosses dont la plus éloignée est à 4 750 mètres. Dans la décennie, les fosses Saint René, Dechy, Notre Dame, Puits du Midi et 5 sont concentrées. En 1960, Gayant cesse d'exploiter le gisement de la fosse no 5, et concentre alors la fosse Déjardin.
La fosse cesse de produire en 1978, les fosses Dechy et Notre Dame ferment, alors que la fosse Déjardin est concentrée sur la fosse Barrois. La fosse Gayant est détruite au début des années 1980, en même temps que la cokerie et les lavoirs. Le chevalement du puits no 2 est détruit le 14 avril 1981 à 15 h 35, celui du puits no 1 le 3 juin 1981 à 16 h 5.
Au début du XXIe siècle, Charbonnages de France matérialise les têtes des puits Gayant nos 1 et 2. Un sondage de décompression est installé sur le puits no 1. Seuls trois bâtiments de la fosse existent encore : les lavabos, les bureaux et l'atelier-magasin, tous ont été construits avant la Nationalisation. De nombreuses habitations, les plus anciennes, sont détruites ou en voie de l'être dans les cités minières.

## La fosse
Alors que la Compagnie ouvre des fosses productives depuis sa création à Aniche, Auberchicourt et Somain, elle entreprend la création d'une nouvelle fosse à Waziers, près de Douai, à 800 mètres de la limite occidentale de la concession. Ces travaux interviennent à la suite de la découverte par la Compagnie des mines de l'Escarpelle de la houille à Roost-Warendin, à quelques kilomètres au nord, le 18 avril 1849, à la profondeur de 159 mètres, dans le puits de sa fosse no 1.

### Fonçage
Une première fosse est ouverte en 1852, mais elle n'a pas pu dépasser la profondeur de 20 mètres à cause de l'abondance des eaux. Il s'agit de l'avaleresse Gayant,.
Une seconde fosse, le puits Gayant no 1, est entreprise à côté en 1852 ou 1853, et l'action de deux machines d'épuisement a permis de passer le niveau, et atteint le terrain houiller à la profondeur de 153,30, ou 156 mètres. L'orifice du puits est à l'altitude de 28 mètres. Le diamètre du puits est de 5,10 mètres, pour la première fois dans la Compagnie des mines d'Aniche, le diamètre de quatre mètres étant utilisé à la fosse Archevêque, d'autres ouvrages indiquent que le diamètre est aussi de quatre mètres au puits Gayant no 1. Le cuvelage est en fonte de 3,06 à 83,33 mètres.

### Exploitation

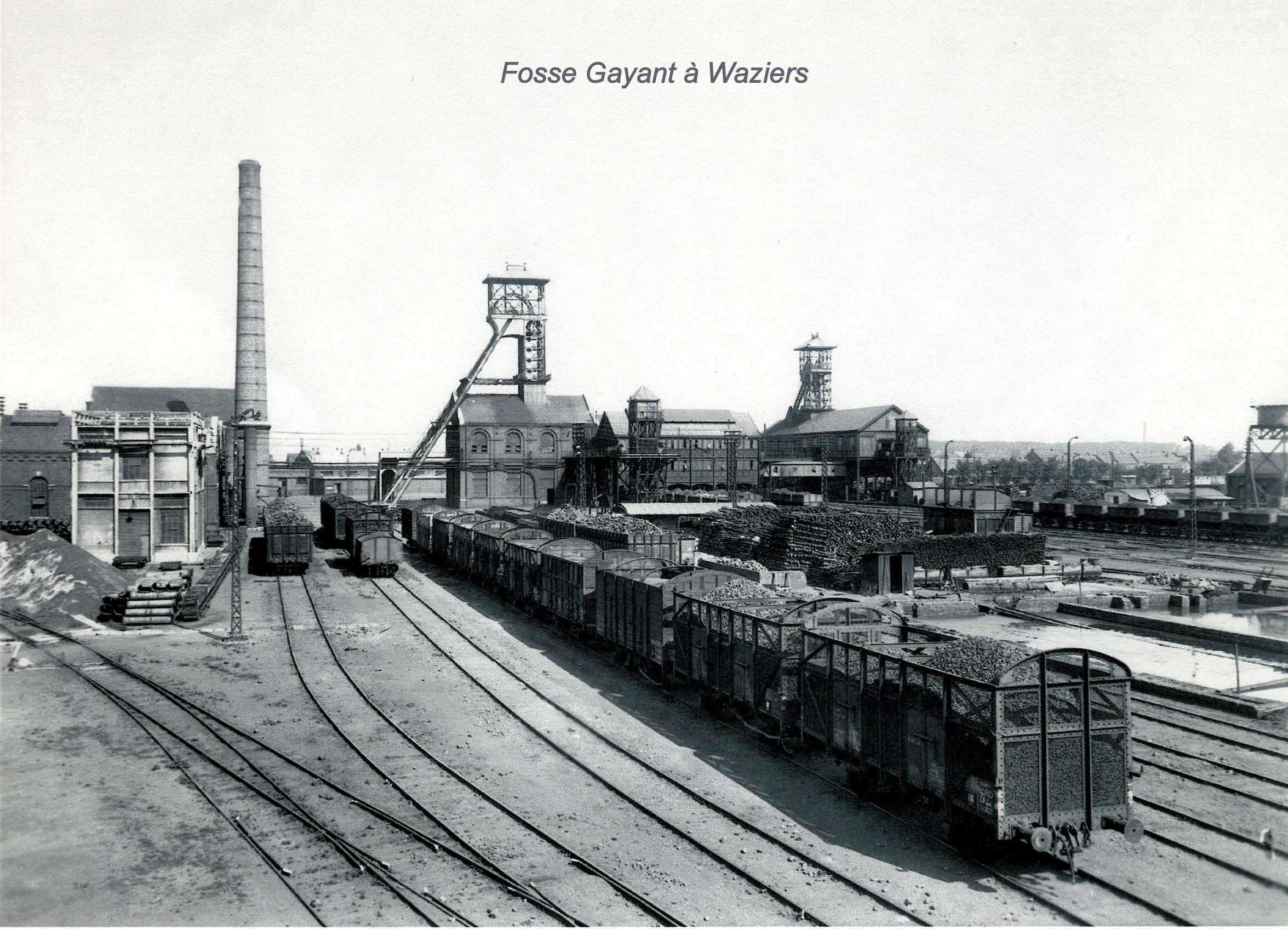
La fosse Gayant vers 1930.

La fosse entre en exploitation en 1855 ou 1856. Le gisement est riche, quoique coupé par deux grandes failles. En 1878, la fosse a déjà produit depuis l'origine 1 401 000 tonnes de houille. Le puits est alors profond de 320 mètres.
Peu avant 1886, la fosse Gayant a été approfondie jusqu'à 382 mètres, ce qui a permis d'ouvrir un nouvel accrochage à 374 mètres.
Le puits Gayant no 2 est entrepris en 1907 au diamètre de 5,10 mètres. Le terrain houiller a été atteint à 153,30 mètres. Le procédé de fonçage par congélation est utilisé. Le cuvelage est en fonte de 1,32 à 85,42 mètres. La fosse est détruite durant la Première Guerre mondiale.
La Compagnie des mines d'Aniche est nationalisée en 1946, et intègre le Groupe de Douai.

### Siège de concentration
Après la Nationalisation, le gisement de la fosse Gayant aux étages exploités commence à s'épuiser. De plus, il est nécessaire de concentrer l'exploitation des charbons gras du secteur sur un seul siège possédant une capacité. Le choix s'oriente vers la fosse Gayant, car le diamètre de ses puits est de 5,10 mètres, ce qui peut permettre la circulation de cages de grande capacité. La fosse bénéficie également d'une bonne situation à proximité de lavoirs, d'une cokerie, et d'un nœud ferroviaire proche du rivage, de la gare de Douai, et de l'embranchement des mines de l'Escarpelle, ainsi qu'aux lignes Somain - Douai (Sud) et Somain - Douai (Nord).
Le puits Gayant no 1 est mis à l'arrêt en 1950, son chevalement est détruit à la fin de l'année, un plancher protégeant le puits est mis en place, ainsi qu'un ventilateur. Le nouveau chevalement a été construit par la Société Heckel, ses molettes sont parallèles, il est haut de 47,37 mètres, et doté d'une machine d'extraction Schneider-SW à poulie Koepe de 2 800 chevaux, ainsi que de deux skips ayant chacun une capacité de dix tonnes. Ils peuvent circuler dans le puits à la vitesse de 16 mètres par seconde, soit 57,6 km/h. Le puits est remis en service en 1952.

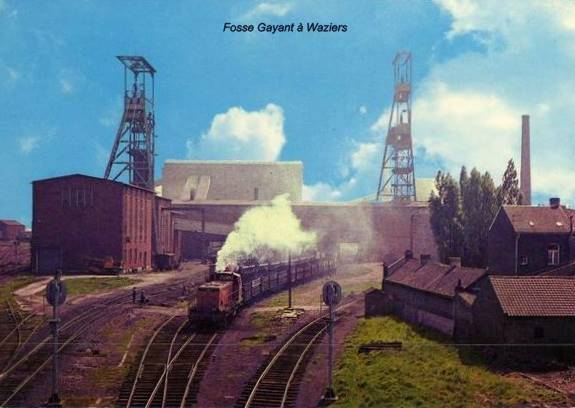
Photochrome de la fosse Gayant modernisée. L'architecture est typique de l'époque post-Nationalisation.

Les travaux ayant lieu au fond sont tout aussi spectaculaires. Durant cette période, 1 020 mètres de puits sont foncés ou approfondis, en comptant le nouveau siège Puits du Midi. Dix kilomètres de bowettes sont également créés. Il s'agit de relier la fosse Saint René, sise à Guesnain à 4 750 mètres au sud-est, la plus orientale, en passant par les fosses Dechy et Notre Dame, la fosse no 5, sise à Douai à 1 580 mètres au nord-ouest, et la fosse Puits du Midi, sis à Sin-le-Noble à 2 750 mètres au sud. Quatre bures de liaison entre les étages d'exploitation sont foncés, ils représentent une hauteur cumulé de 590 mètres. Durant ces travaux, les lavoirs sont modernisés.
Alors que le puits no 1 est remis en service, le puits Gayant no 2, qui avait continué seul la production est arrêté. Son chevalement est démoli, en ayant été tracté par deux locomotives, comme le puits no 1. Le bâtiment de la recette est démoli pendant que la nouvelle salle des machines est édifiée à l'est. Le nouveau chevalement est haut de 57,10 mètres. Il a été construit par la Société Venot, et est doté de deux molettes superposées, d'une machine d'extraction Schneider-SW de 2 800 chevaux. Elle entraîne deux cages de deux étages de quatre berlines de 800 litres à la vitesse de 18 mètres par seconde, soit 64,8 km/h. le puits Gayant no 2 est mis en service en novembre 1954. Le siège produit alors 5 500 tonnes de houille par jour, soit 9 000 tonnes brutes.

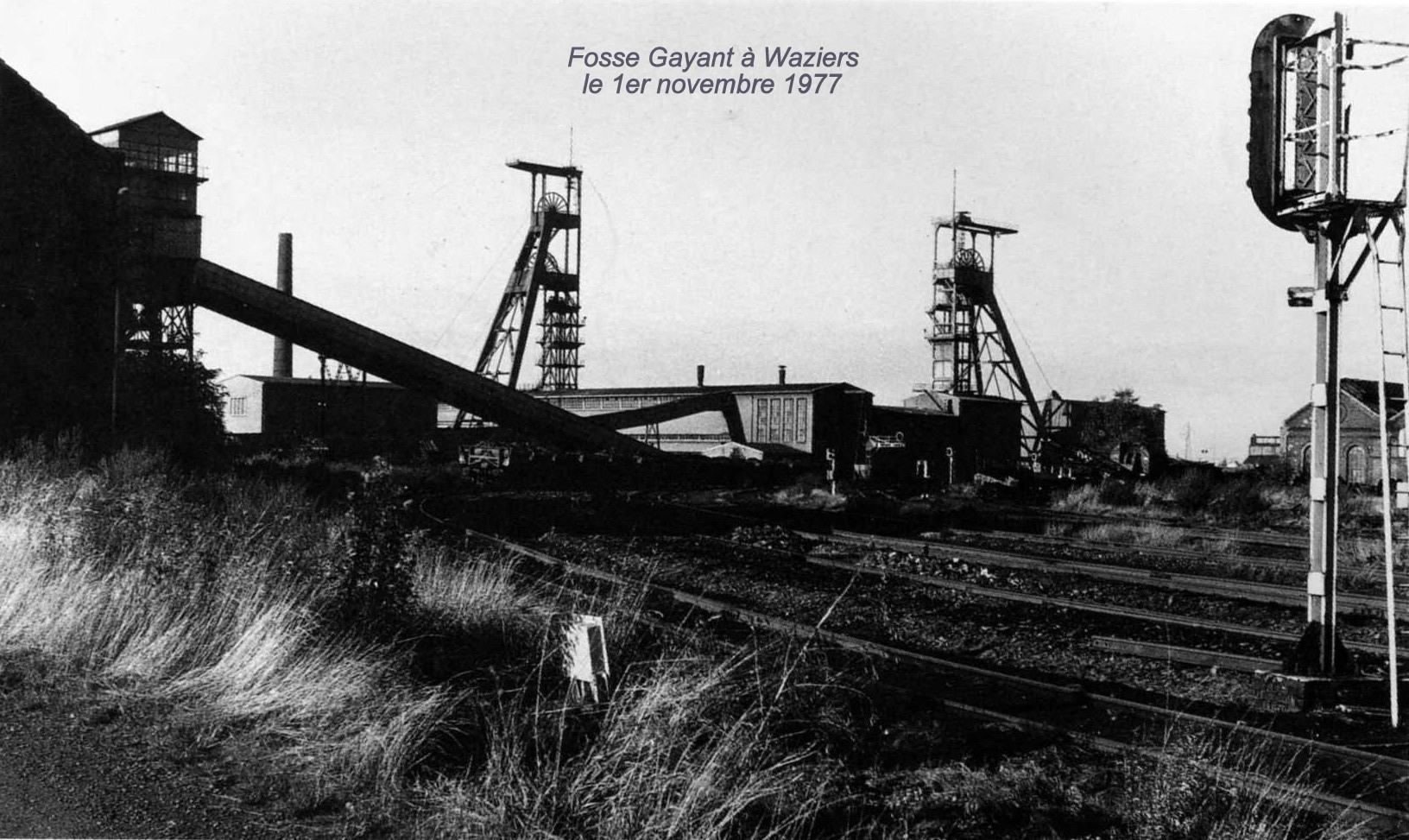
La fosse Gayant le 1 novembre 1977.

La première fosse à être concentrée est la fosse n° 5 des mines de l'Escarpelle, elle cesse d'extraire en 1951, après qu'elle a été concentrée sur le puits Gayant no 2 avant sa mise en travaux, par une bowette à la profondeur de 440 mètres. Les fosses Saint René et Notre Dame sont reliés par l'étage 650 en 1953. La fosse Dechy l'est à la même profondeur trois ans plus tard. Ces trois puits sont reliés à Gayant no 1. Enfin, Puits du Midi est raccordé au puits Gayant no 2 à partir de 1958, date à laquelle ce siège post-Nationalisation entre en service,.
Le président de la république René Coty visite les installations du jour le 15 octobre 1955, il est guidé par M. Bernard, directeur-délégué du Groupe de Douai. Le 7 avril 1960, Fulbert Youlou, Président de la République du Congo, visite la fosse Gayant.
En 1960, l'exploitation près de la fosse no 5 cesse. La fosse Déjardin est alors concentrée sur la fosse Gayant, et son charbon maigre remonte par la puits Gayant no 2. Avec 5 600 tonnes nettes produites chaque jour, et 63 personnes au fond et 61 au jour, la fosse Gayant est la plus importante du Groupe de Douai en 1964. En 1967, le puits Gayant no 2 est accroché à la profondeur de 777 mètres, le puits Gayant no 1 est lui toujours accroché à 650 mètres.
Le puits Gayant no 1 est définitivement arrêté le 3 mars 1978, lorsque ferme la fosse Dechy. Le puits Gayant no 2 est arrêté le vendredi 31 mars 1978. La fosse Déjardin est alors concentrée sur la fosse Barrois.
La concentration Gayant a remonté 26 000 000 tonnes de houille, avant sa modernisation, ce sont 13 428 000 tonnes qui ont été remontées. Les puits, respectivement profonds de 853 et 703 mètres, sont remblayés en septembre 1978,. Chaque puits comptait neuf étages de recette établis aux profondeurs de 183, 254, 314, 374, 440, 450, 540, 650 et 700 mètres. Le chevalement du puits no 2 est détruit le 14 avril 1981 à 15 h 35, celui du puits no 1 le 3 juin 1981 à 16 h 5.

### Reconversion
Au début du XXIe siècle, Charbonnages de France matérialise les têtes des puits Gayant nos 1 et 2, l'avaleresse n'est pas indiquée. Un exutoire de grisou est installé sur le puits no 1. Le BRGM y effectue des inspections chaque année.
Quelques bâtiments subsistent encore, les lavabos, les bureaux et l'atelier-magasin. Tous datent d'avant la modernisation.

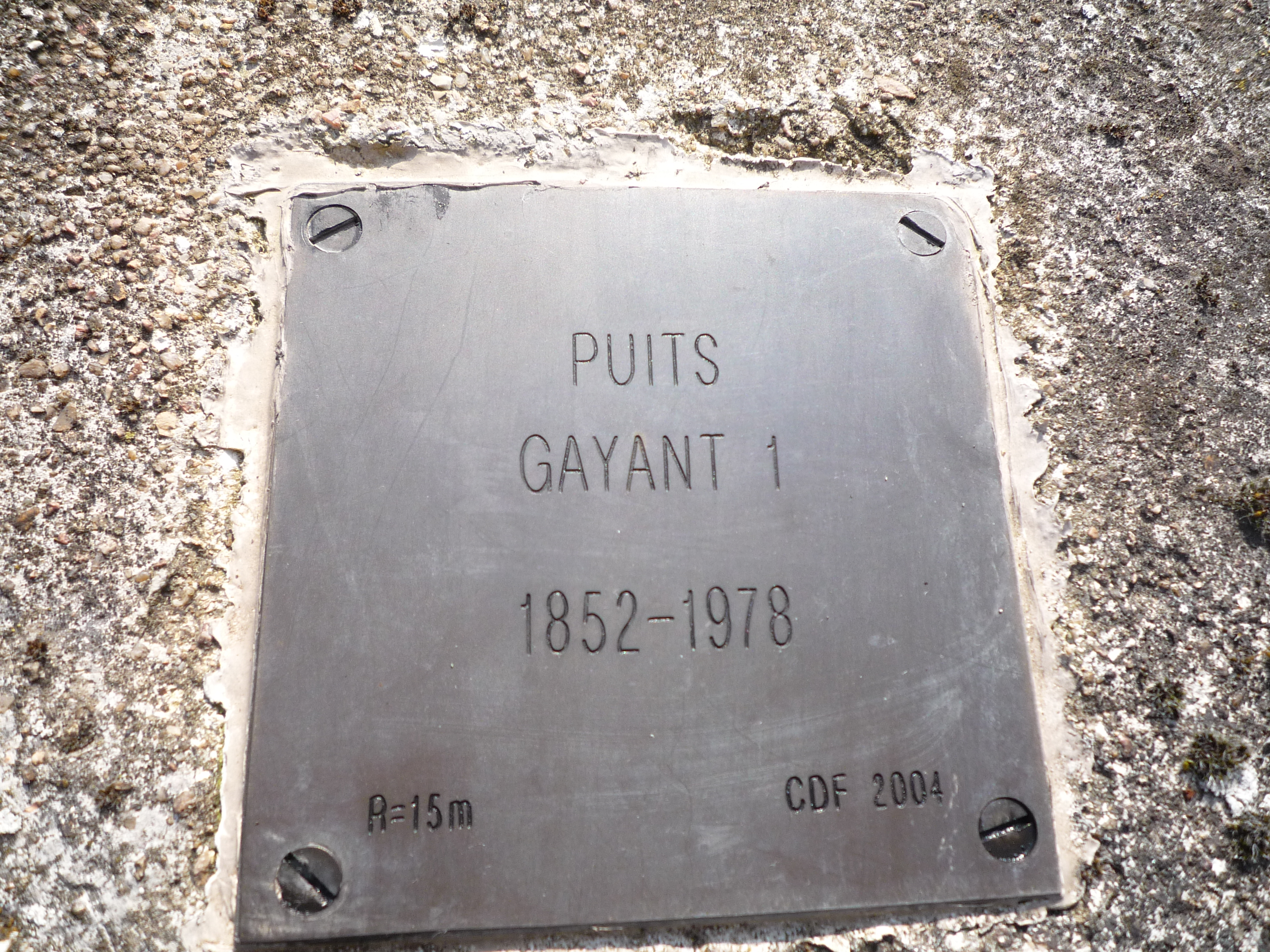
Puits Gayant no 1, 1852 - 1978.
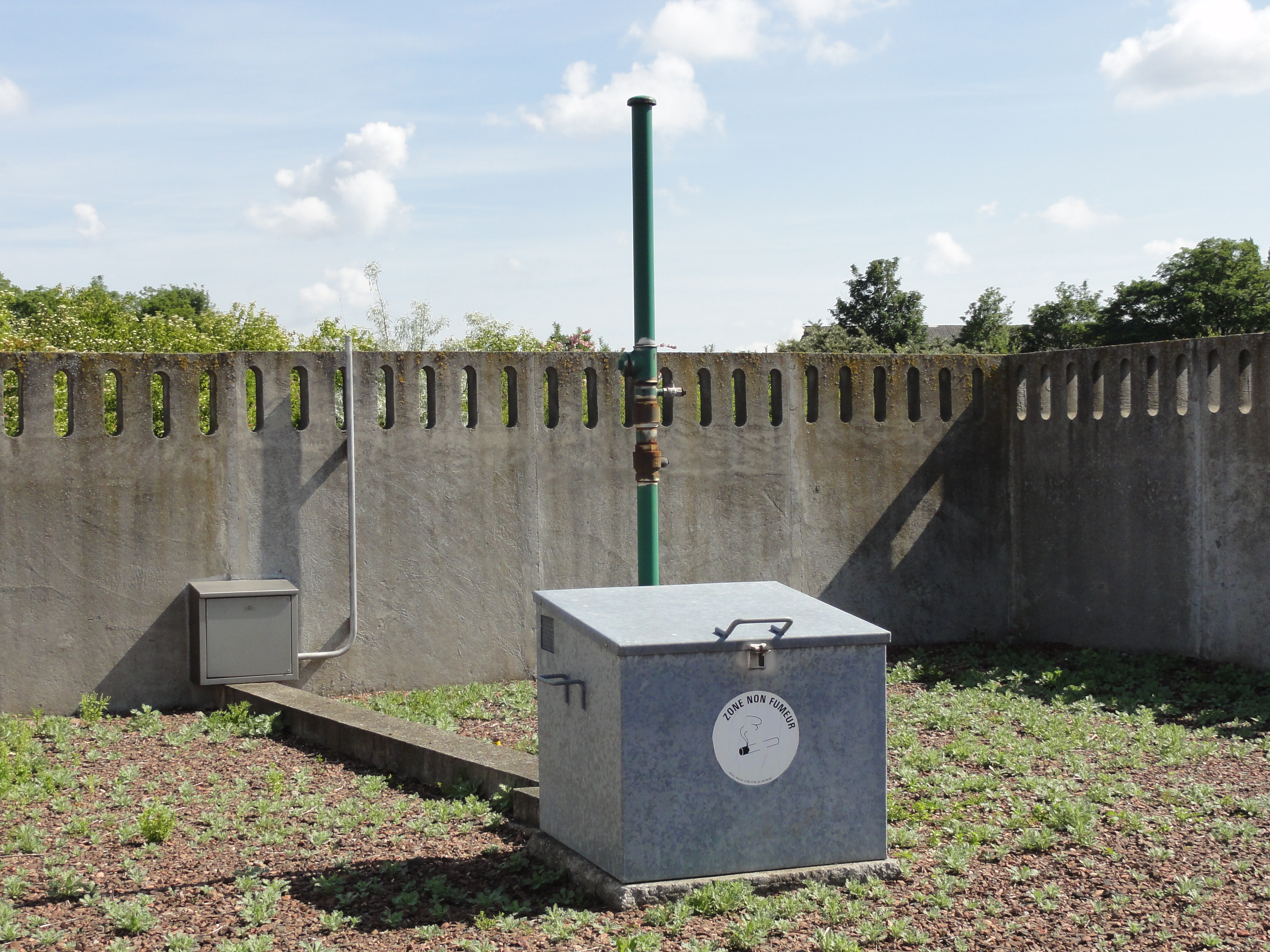
Le sondage de décompression est installé sur le puits.
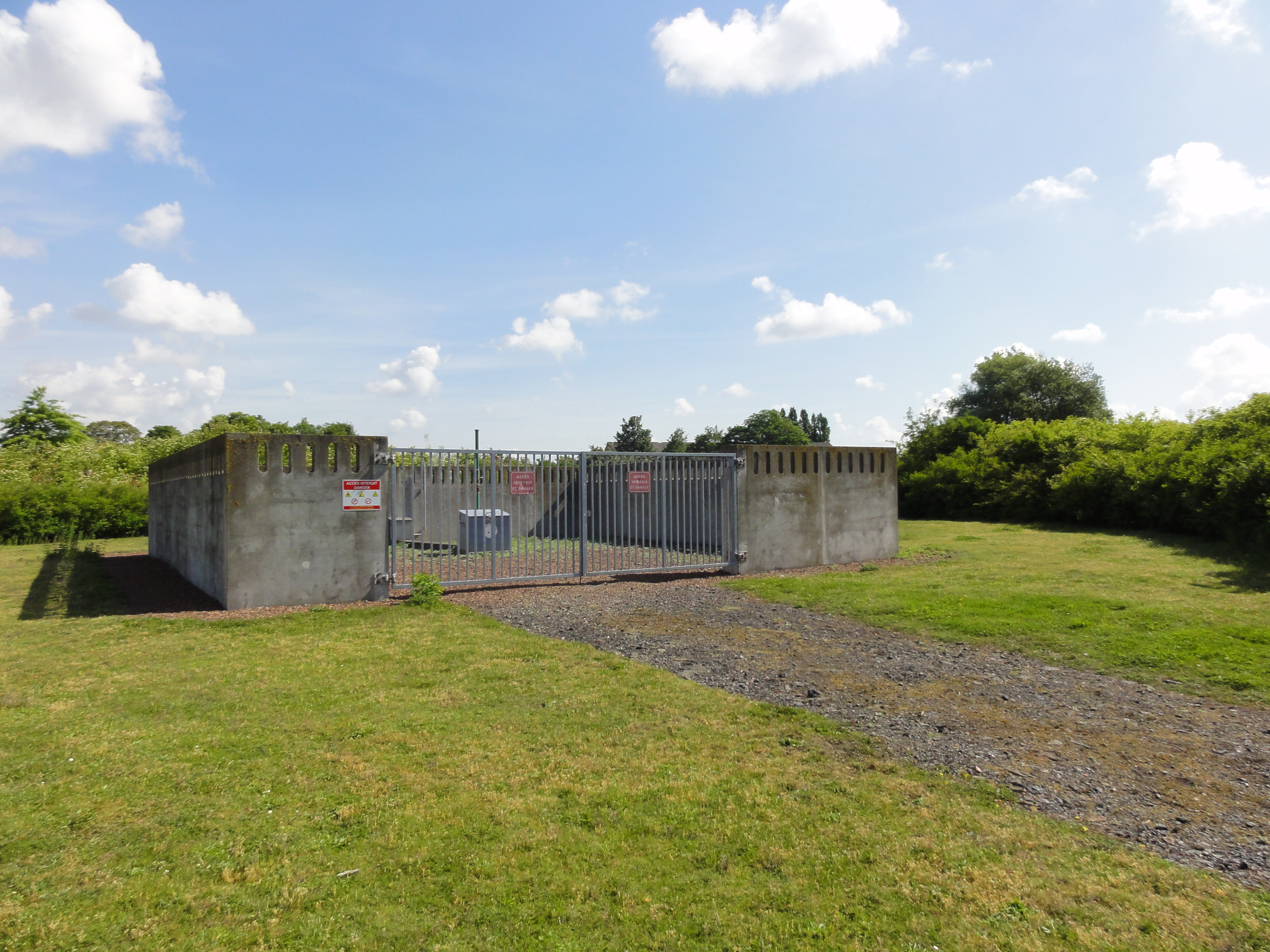
Le puits no 1 dans son environnement.
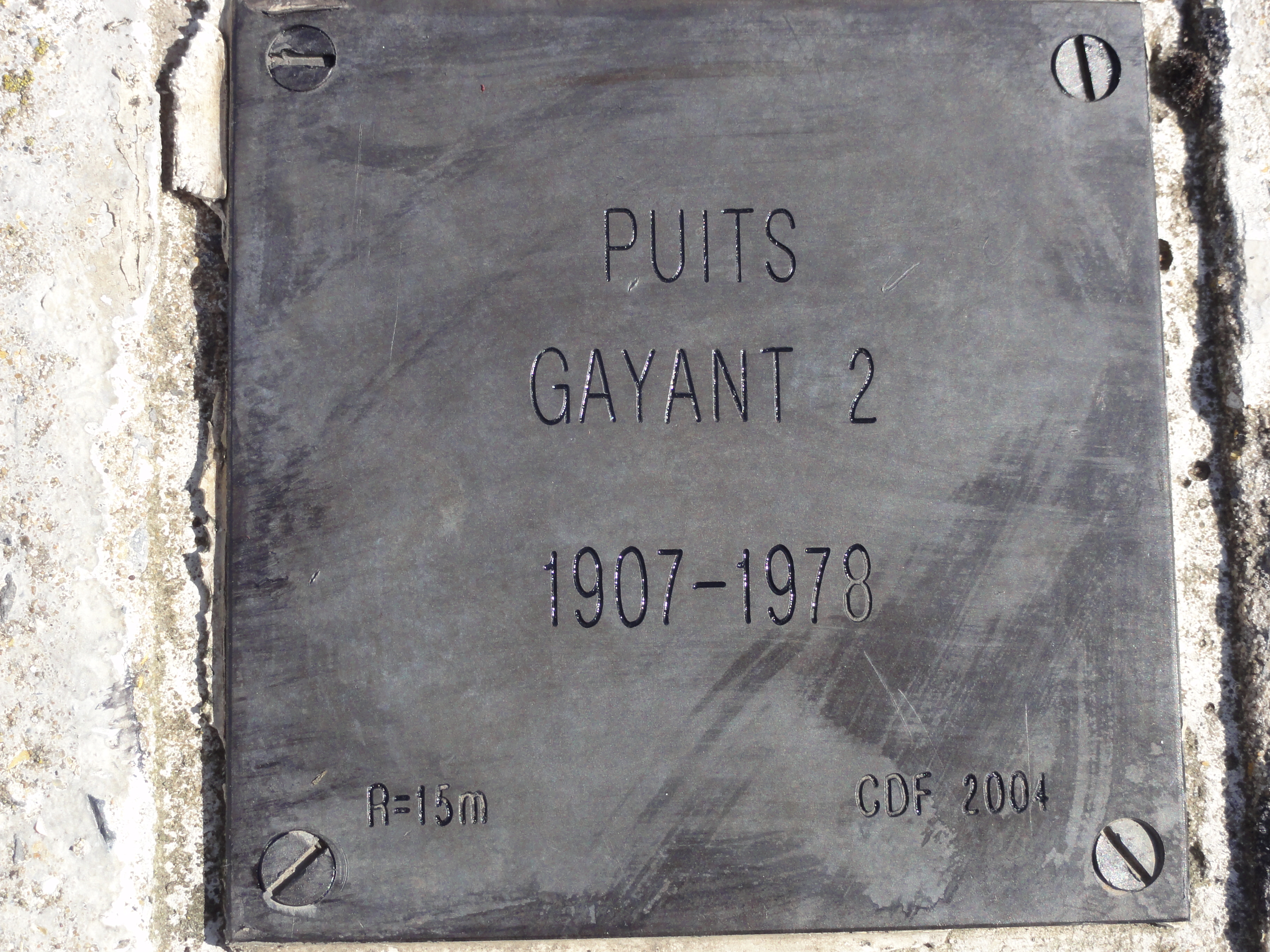
Puits Gayant no 2, 1907 - 1978.
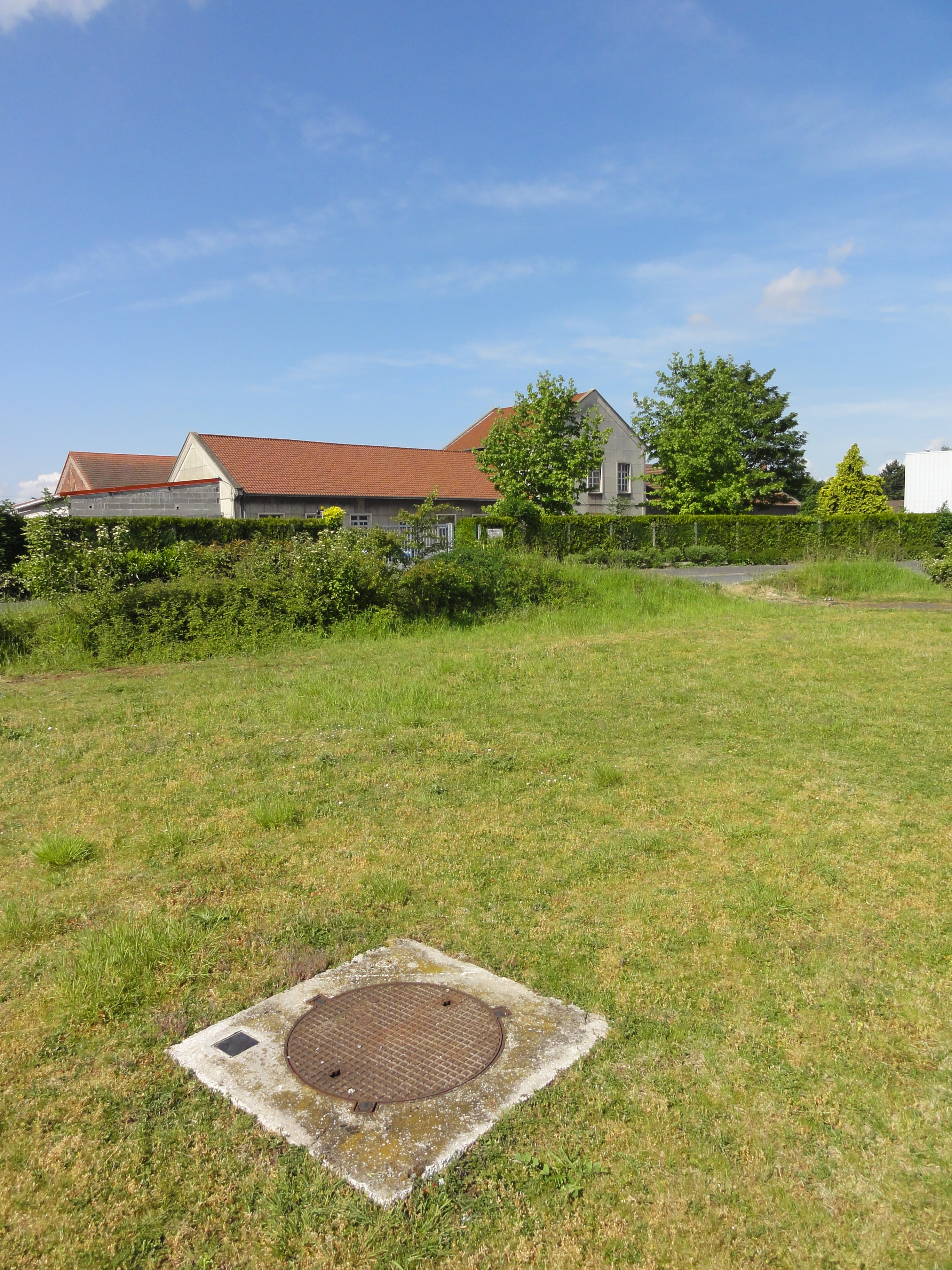
Le puits no 2 dans son environnement.
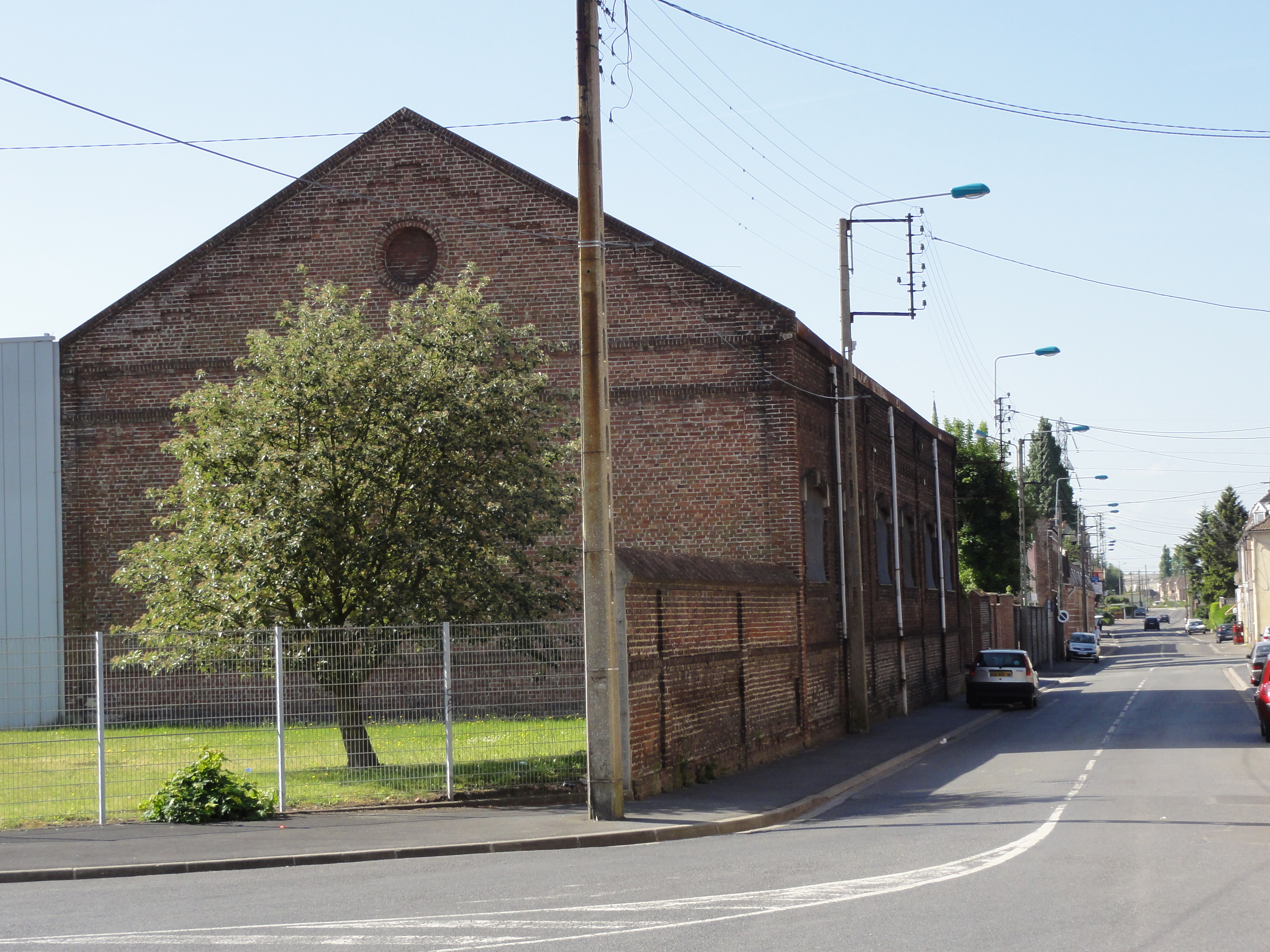
Les lavabos.
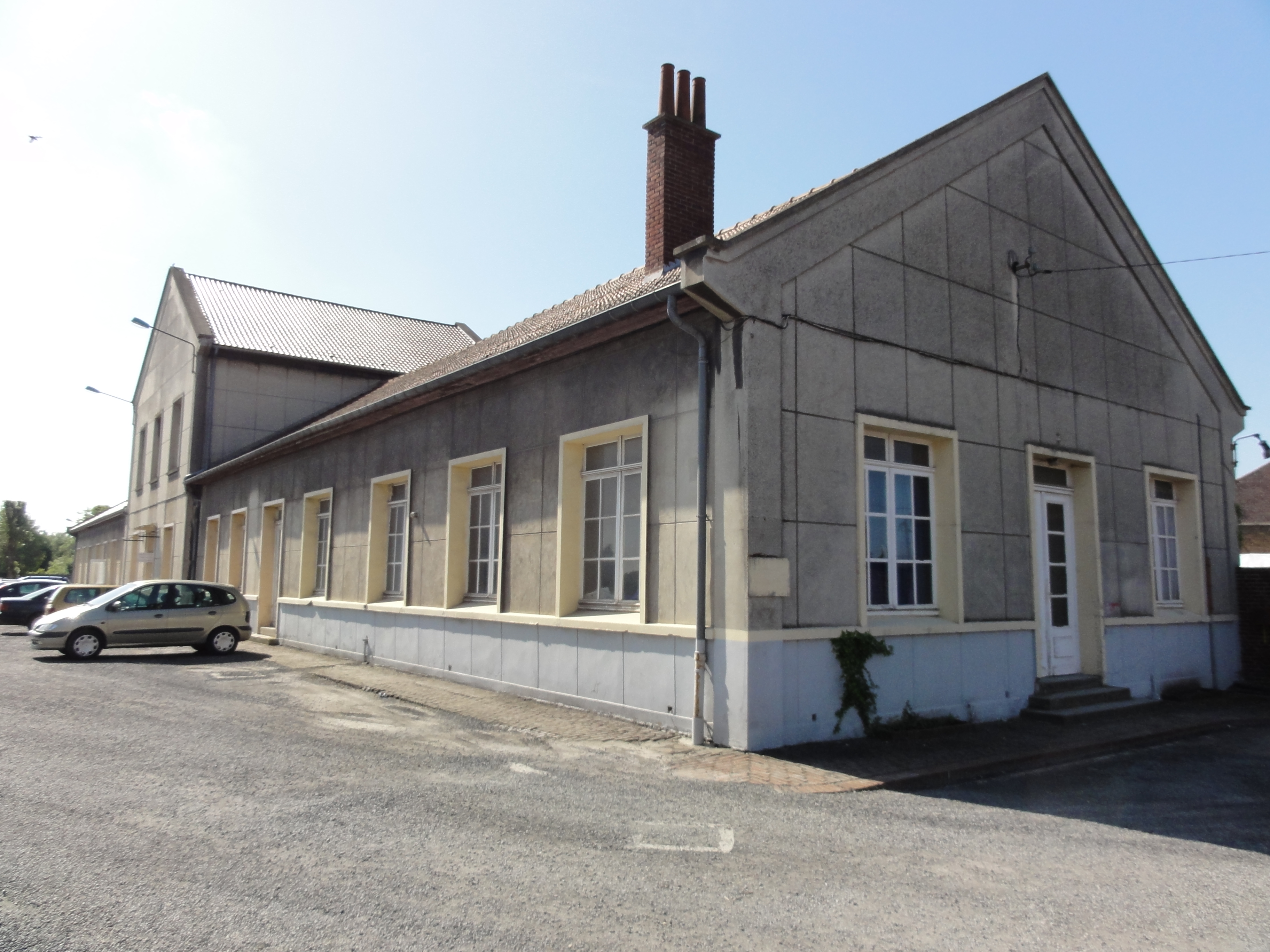
Les bureaux.
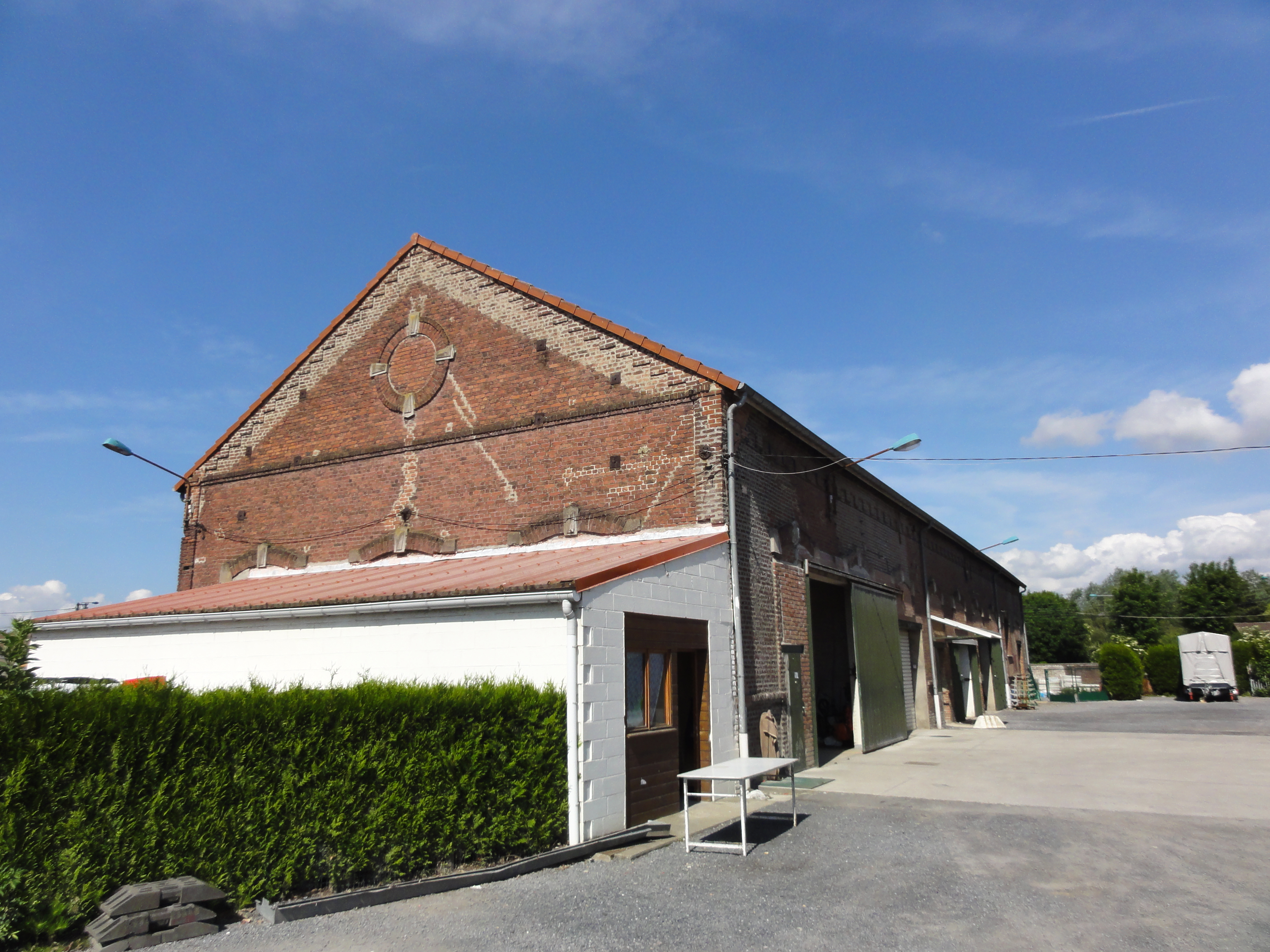
L'atelier-magasin.

## La cokerie
La cokerie est mise en service en 1899.
Pendant que le siège Gayant est modernisé, la cokerie, qui comprend alors trois batteries dont la plus ancienne date de 1925, et comprend 140 fours en mauvais état qui produisent 900 tonnes de coke sidérurgique par jour, est, elle aussi, modernisée. Une partie des fours est détruite en 1949, une nouvelle batterie de fours est construite à sa place, et permet de traiter 950 tonnes de charbon chaque jour. Une nouvelle tour de stockage et d'extinction du coke est construite à l'ouest de l'ancienne en 1951 et est achevée l'année suivante. Une cheminée en briques d'une centaine de mètres permet d'évacuer les fumées. La cokerie modernisée commence à produire en août 1952.
Deux nouvelles batteries de four à coke commencent à fonctionner à partir du samedi 6 septembre 1958. La cokerie est alors en mesure de produire 1 500 tonnes de coke et 600 000 m3 de gaz par jour.
La cokerie est louée aux usines sidérurgiques d'Usinor le 1er janvier 1974 pour fabriquer du coke à façon à partir de charbons importés principalement des États-Unis. Le dernier défournement a lieu le mercredi 15 décembre 1976 à 22 heures.
La cokerie est détruite en 1981. La tour est dynamitée le vendredi 2 janvier 1981.

## Les lavoirs
Alors que le puits Gayant no 1 est en travaux au début des années 1950, le bâtiment du lavoir à grain est construit à l'est des puits. Il dispose d'appareils de lavage à liqueur dense, ils sont uniques en France à cette époque. Le lavoir peut traiter 400 tonnes de charbon brut par heure, soit 6 000 tonnes par jour. Les anciens lavoirs sont situés plus à l'est. Ils sont eux aussi modernisés, et peuvent traiter 300 tonnes de charbon brut par heure, en ne prenant que les calibres inférieurs à vingt millimètres. Un mélangeur à charbons pouvant traiter 1 600 tonnes par heure commence à fonctionner en 1969.
La fermeture de la concentration Gayant cause la fermeture des deux lavoirs qui cessent de fonctionner le 31 mars 1978, après avoir traité plus de cent millions de tonnes de charbon brut, depuis leur ouverture. Le lavoir à grains est détruit pour moitié en septembre 1980, et l'autre moitié l'est au mois d'octobre.

## Les cités
Une grande variété de logements existe dans les cités de la fosse Gayant, qu'ils aient été construits par la compagnie, ou post-nationalisation.

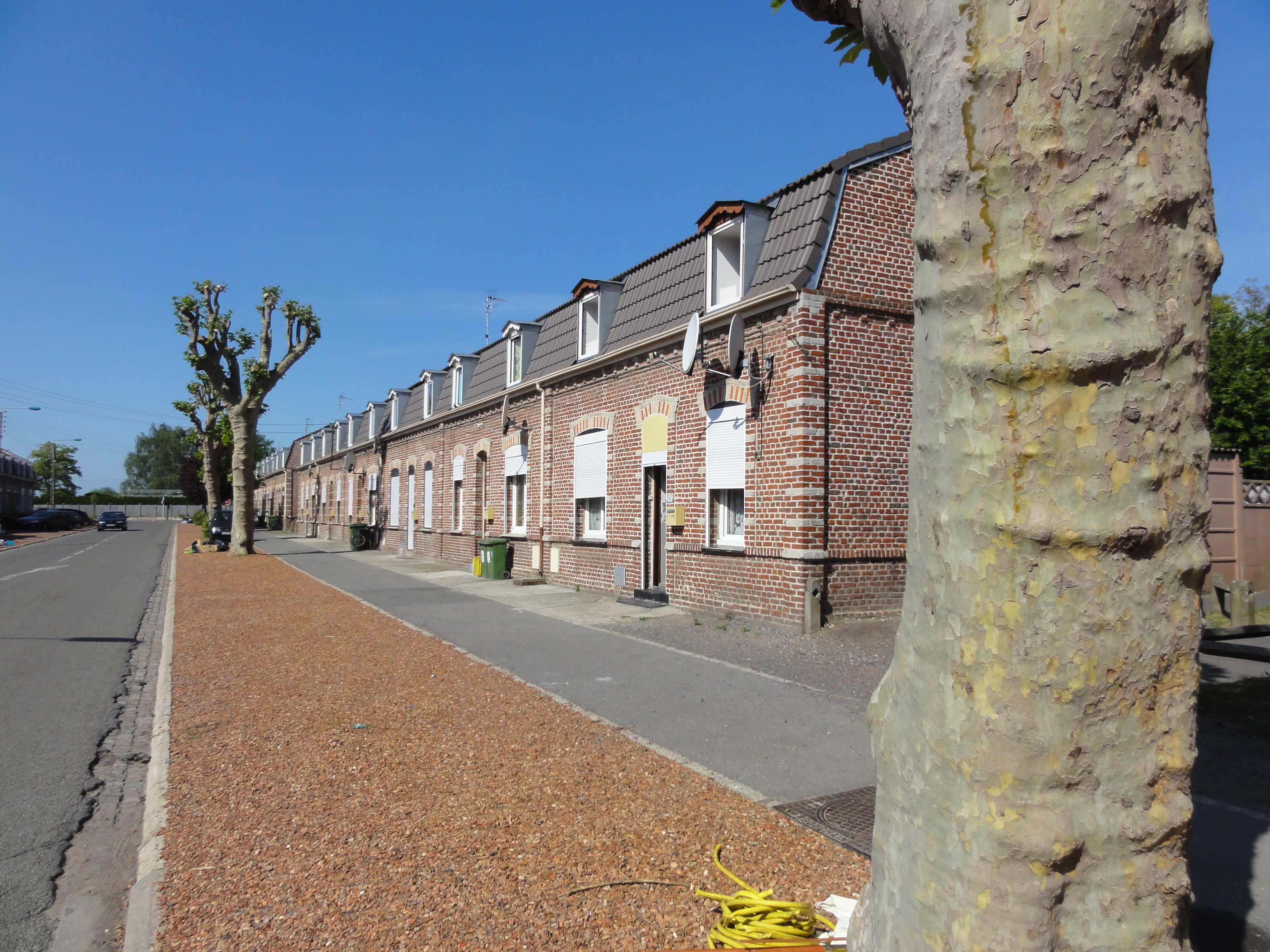
Un coron.
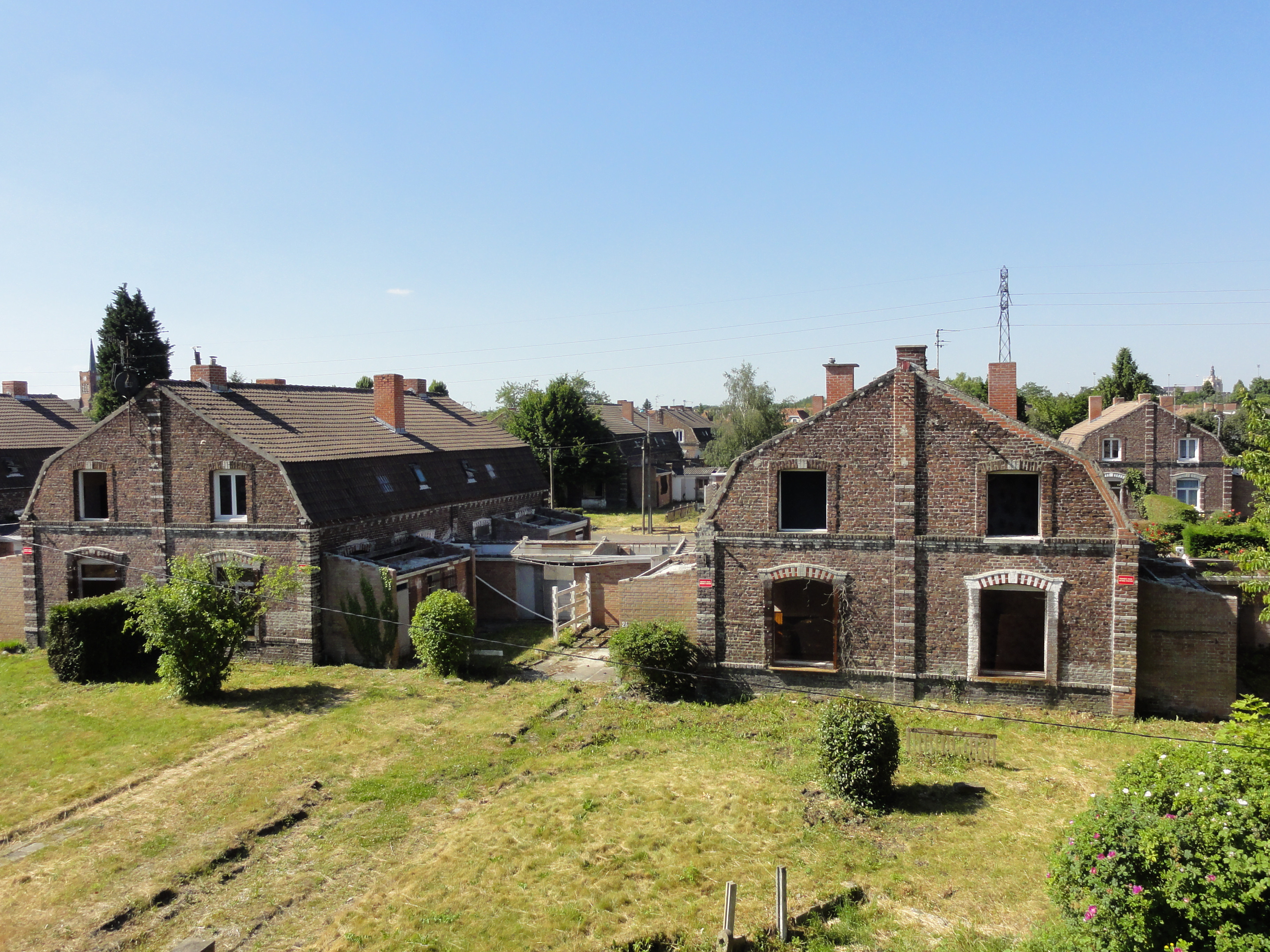
Des habitations menacées de démolition.
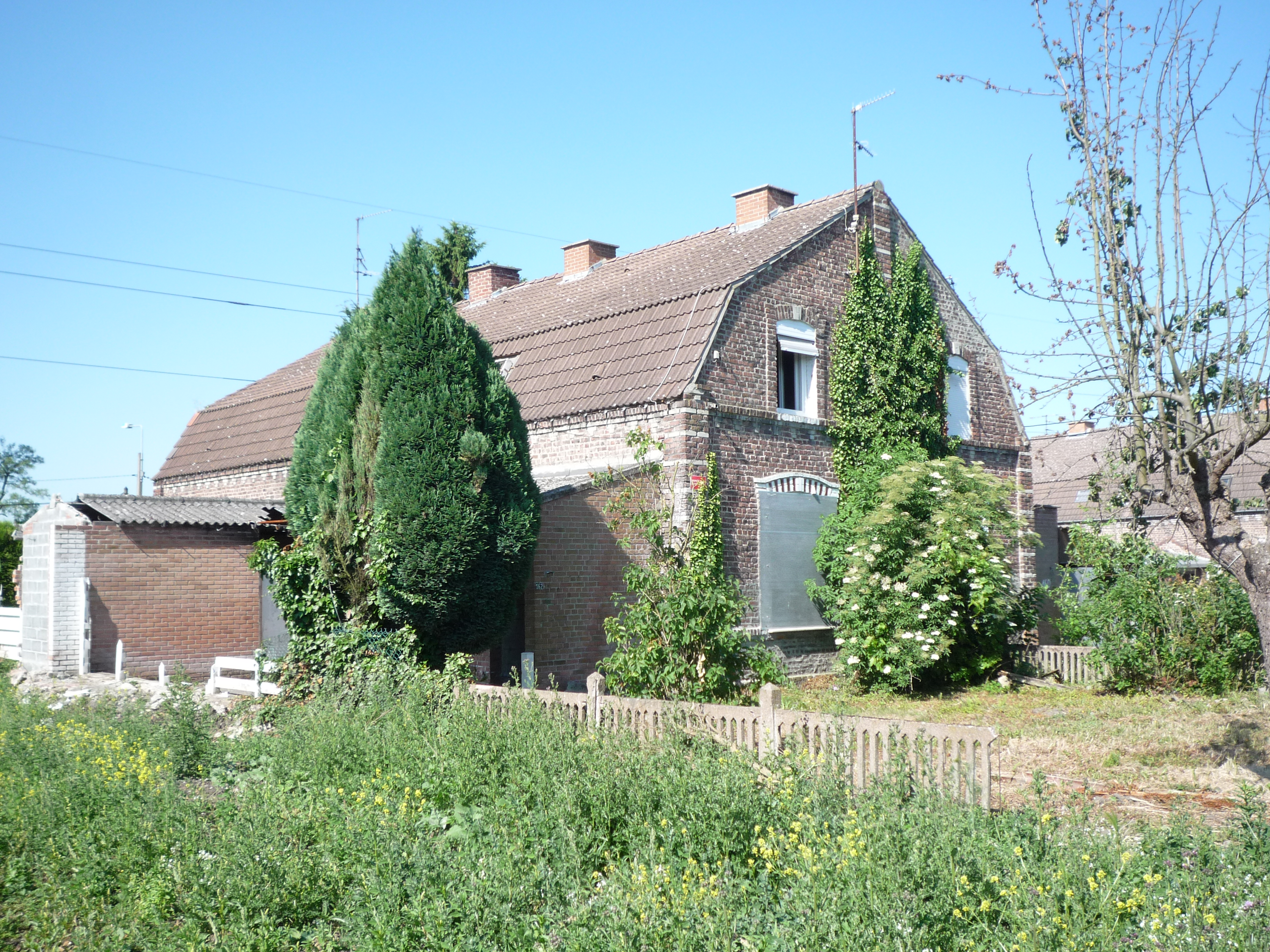
Des habitations menacées de démolition.
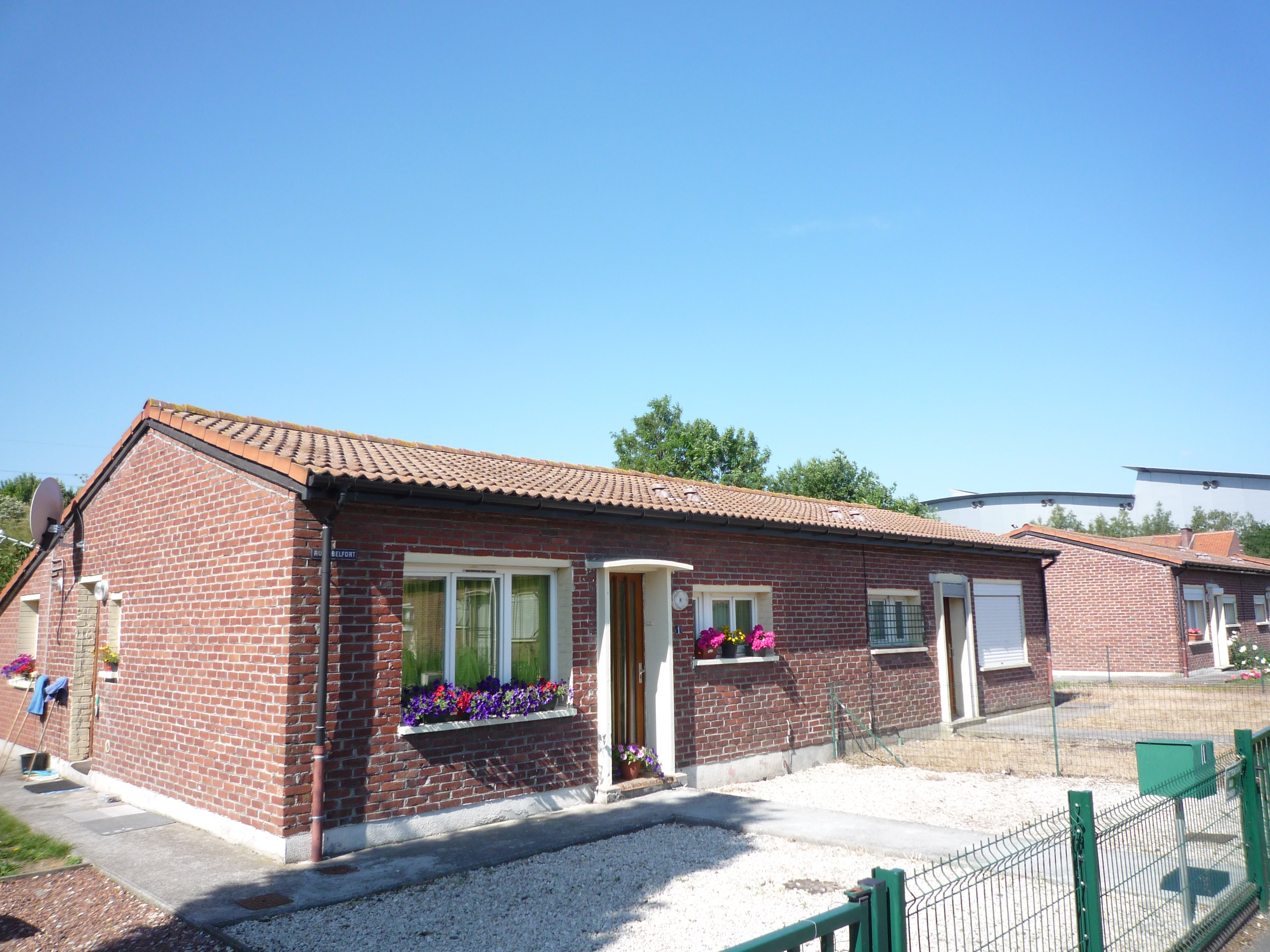
Des habitations post-Nationalisation.
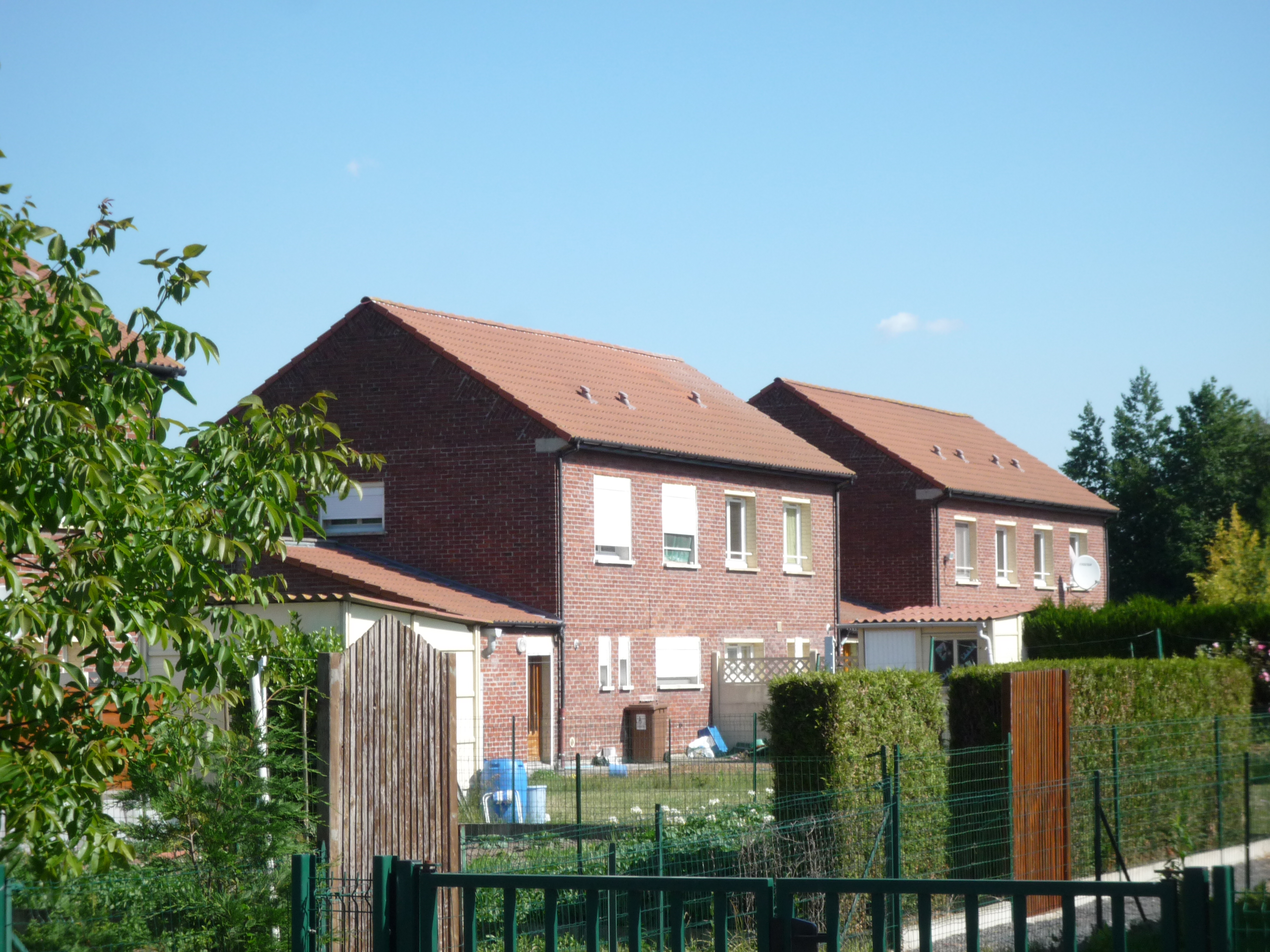
Des habitations post-Nationalisation.
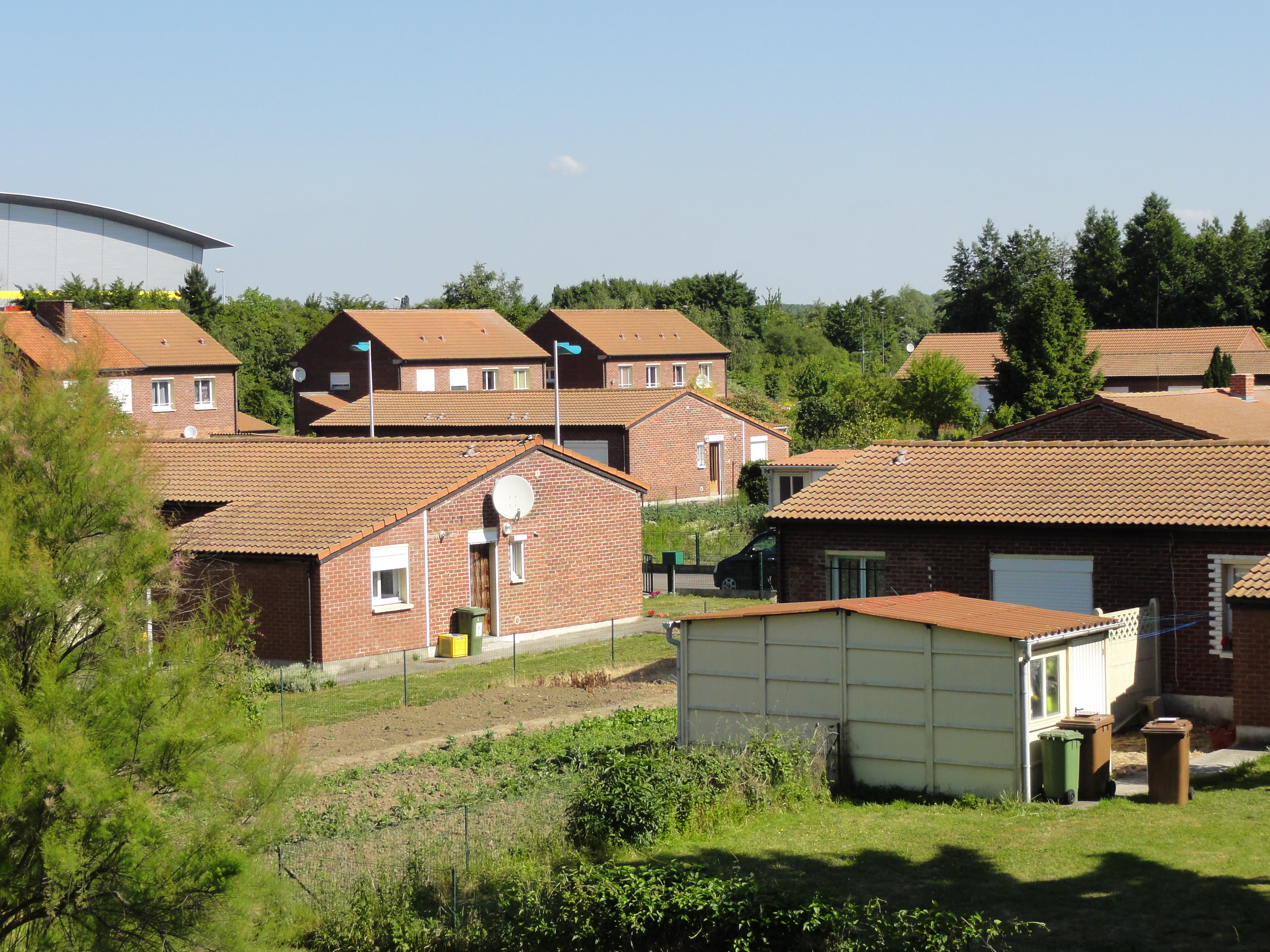
Des habitations post-Nationalisation.